# 鳥栖市民球場

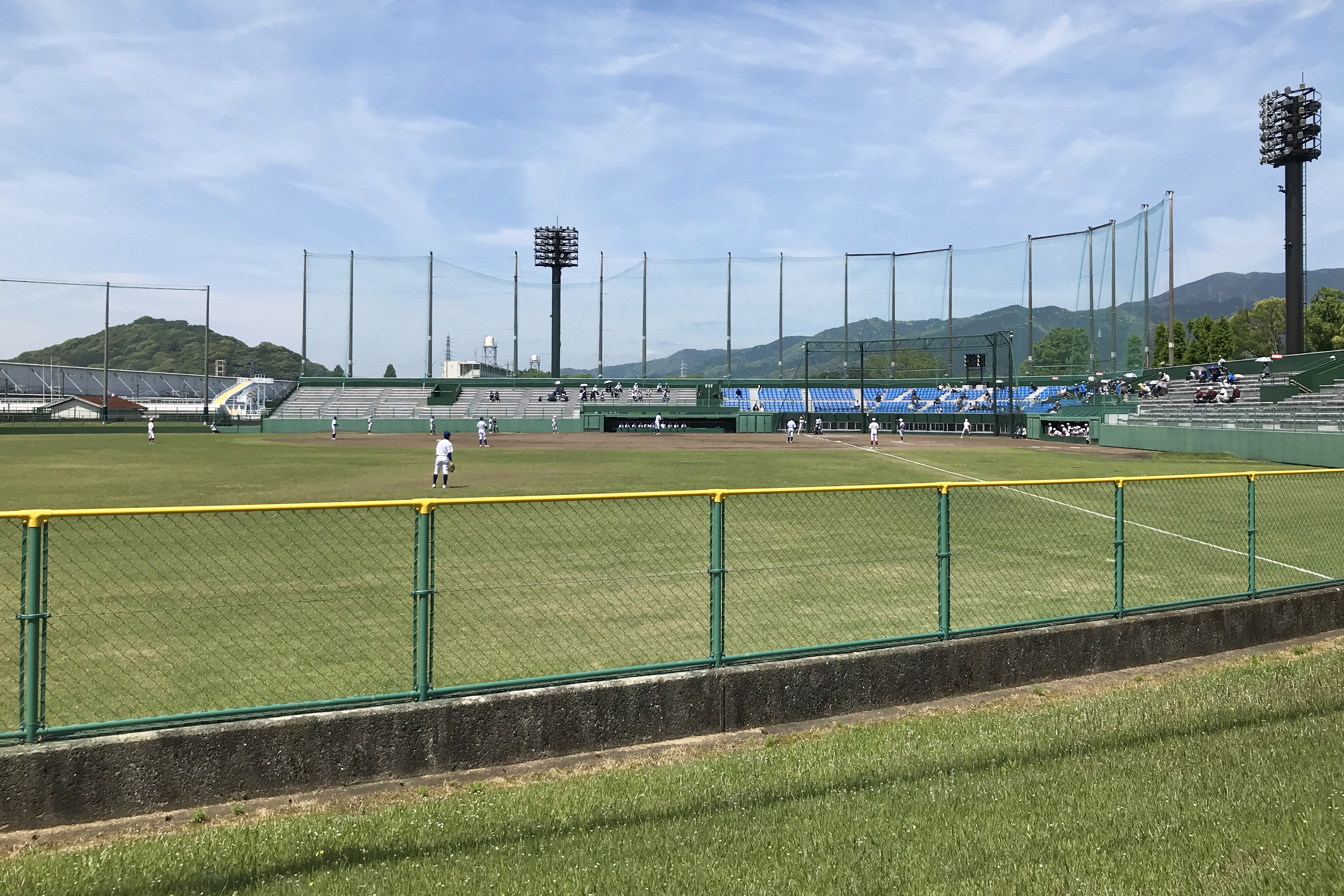
グラウンド

鳥栖市民球場（とすしみんきゅうじょう）は、佐賀県鳥栖市の鳥栖市民公園内にある野球場である。鳥栖市の所有で、鳥栖市地域振興財団が指定管理者となっている。

## 概要
外野は芝生席で、スコアボードのカウント表示は2009年以前からアメリカ式の「BSO」順である。また、三塁側スタンド外の敷地に、鳥栖市出身で元横浜ベイスターズ監督である権藤博の「無理せず　急がず　はみ出さず　自分らしく淡々と」という言葉を刻んだ記念碑が建立されている。
市街地に隣接しているため、周辺地域への配慮から、応援等での鳴り物の使用は禁止されている。
2008年からは四国・九州アイランドリーグの福岡レッドワーブラーズが主催試合を開催し、2009年はもっとも多くの試合を当球場でおこなった。
2011年、NOMOベースボールクラブが当球場への本拠地移転を検討し、鳥栖市長も歓迎の意向を示したが、球場の使用条件とクラブ側の希望が折り合わず、最終的に移転は断念された。

## 所在地
- 佐賀県鳥栖市宿町918番地の1

## 交通
- 九州旅客鉄道（JR九州）鹿児島本線・長崎本線鳥栖駅より徒歩25分。